# 長谷川和宏
長谷川 和宏は、東京都在住の事業家、経営者。
株式会社グローカリンク取締役、株式会社リバネス執行役員CKO、リアルテックファンド グロースマネージャーを兼務。

## 来歴
東京都立大学大学院工学研究科修了（工学修士）。ベンチャー企業の立ち上げ、事業化、拡大を経験。
また、墨田区の町工場3500社を訪問し、多数の町工場ネットワークも有するなど、試作・量産化の支援なども実施。NEDO専門カタライザーなども務める。